# The Wishsong of Shannara
The Wishsong of Shannara este un roman epic fantastic din 1985 scris de autorul american de science-fiction Terry Brooks. Este a treia carte din Trilogia Sabia lui Shannara fiind precedată de romanele Sabia lui Shannara și The Elfstones of Shannara. Trilogia a fost adaptată într-un serial TV, The Shannara Chronicles, primul și al doilea episod având premiera la 5 ianuarie 2016 pe MTV.

## Prezentare
Ultimul roman al trilogiei originale detaliază aventurile lui Jair și Brin Ohmsford, copiii lui Wil, pentru a salva Cele Patru Ținuturi de magia malefică dintr-o carte denumită Ildatch.